# Embarquement de la Duchesse d'Angoulême à Pauillac
L'Embarquement de la Duchesse d'Angoulême à Pauillac est un tableau réalisé par l'artiste français Antoine-Jean Gros en 1818, conservé au musée des Beaux-Arts de Bordeaux.

## Historique de l'œuvre
L'œuvre a été commandée le 8 mai 1816 par le comte de Pradel, pour la décoration de la galerie de Diane au Palais des Tuileries. Elle est présentée en public pour la première fois au Salon de 1819 sous le titre S. A. R. Madame, duchesse d’Angoulême, s’embarquant à Pouillac [sic], près Bordeaux, le 1er avril 1815, accompagnée dans le livret de l'exposition (numéro 538) d'un vers de Virgile, Littora quùm patriœ lacrymans portusque relinquo et de l'explication suivante :
« S. A. R. devant s’éloigner momentanément du sol de la France, tous ceux qui avaient formé l’escorte de Bordeaux à Pouillac [sic], s’empressaient de témoigner leurs regrets et leur attachement, en recueillant et se disputant les rubans blancs que leur avait distribués S A. R. ; mais les demandes se multipliant, et les rubans étant épuisés, la princesse saisit son panache, et, le livrant à la foule de ces fidèles serviteurs, le répand sur le sol qu’il ne doit plus quitter. S. A. R. est accompagnée de MM. les vicomtes Mathieu de Montmorency et d’Agoult, de Mmes les duchesses de Serent et de Damas, ainsi que de Mme la vicomtesse d’Agoult. L’on aperçoit dans le fond la forteresse de Blaye qui fait face à Pouillac, ainsi que le fort situé au milieu du fleuve ; ces trois points formant et défendant l’entrée de la Gironde. »
Autrefois conservé dans la collection du musée du Louvre, la propriété du tableau a été transférée en 2012 au musée des Beaux-Arts de Bordeaux.

## Événement représenté
La figure principale est Marie-Thérèse, duchesse d'Angoulême, le seul enfant survivant de Louis XVI exécuté et la nièce du monarque régnant Louis XVIII. Elle est mariée à son cousin germain Louis-Antoine d’Artois, le duc d'Angoulême, second dans l'ordre de succession au trône.
En mars 1815, lorsque Napoléon est de retour en France après s'être évadé de l'île d'Elbe où il était exilé, une grande partie de la famille royale s'enfuit et se réfugie en Belgique. La duchesse se trouve à Bordeaux où elle tente de rallier les forces royalistes contre les partisans de Napoléon. Les troupes choisissent d'abandonner Louis XVIII et de se rallier à l'Empereur. À l'approche du général Clauzel, envoyé par Napoléon et installé à Saint-André-de-Cubzac, elle embarque de Pauillac le 2 avril 1815 pour fuir en Espagne, puis en Angleterre, avant de rejoindre son oncle Louis XVIII à Gand en Belgique.